# Narodowy Instytut Geriatrii, Reumatologii i Rehabilitacji im. prof. dr hab. med. Eleonory Reicher
Narodowy Instytut Geriatrii, Reumatologii i Rehabilitacji im. prof. dr hab. med. Eleonory Reicher (NIGRiR) – państwowy instytut naukowo-badawczy zajmujący się zagadnieniami reumatologii, geriatrii, rehabilitacji medycznej i radiologią. Prowadzi zarówno prace naukowe, jak i usługowo-badawcze. 

## Opis
Pomysł utworzenia w Polsce Instytutu Reumatologii pojawił się w 1930 roku. Wówczas to odbył się w Inowrocławiu I Polski zjazd w sprawie badania i zwalczania reumatyzmu. Podczas tego zjazdu powzięto m.in. wniosek o utworzeniu instytutu dla badania i leczenia  spraw gośćcowych. Wniosek ten został zrealizowany ostatecznie dopiero po drugiej wojnie światowej, dzięki inicjatywie prof. dr hab. med. Eleonory Reicher. Od 1948 do 1951 r. Państwowy Instytut Reumatologiczny (PIR), którego bazą kliniczną była poradnia reumatologiczna prowadzona przez prof. Eleonorę Reicher, która znajdowała się przy ul. Polnej w Warszawie oraz wydzielony oddział w Klinice Chorób Wewnętrznych w Gdańsku i zakład balneologiczny w Cieplicach Śląskich kierowany przez dr. Włodzimierza Brühla. 
Od 16 stycznia 1950 roku siedziba PIR znajdowała się w odbudowanym III pawilonie, który znajdował się na terenie Państwowego Szpitala Klinicznego nr 1 w Warszawie przy ul. Nowogrodzkiej 59. Początkowo Państwowy Instytut Reumatologiczny dzielił pomieszczenia we wspomnianym pawilonie z Instytutem Dermatologii i Wenerologii. Od 1951 do 2015 r. Instytut Reumatologii (IR). W 1962 roku Instytut Reumatologii przeniósł się do swojej własnej siedziby przy ul. Spartańskiej 1 w Warszawie. W nowym budynku oprócz podstawowych klinik reumatologicznych znajdują się także  klinika reumatologii dzieci, ortopedyczna, neurologiczna, laryngologiczna, hematologiczno-metaboliczna, kardiologiczna i jedyny w kraju oddział dny moczanowej. Powstały również liczne zakłady naukowe i usługowe takie jak: anatomii patologicznej, biochemii, mikrobiologii i serologii, radiologii, stomatologii, zakład usprawniania leczniczego, zakład organizacji walki z chorobami reumatycznymi, a także poradnię okulistyczną i przychodnię przykliniczną. W 1980 roku z Instytutu została wyodrębniona klinika kardiochirurgiczna i włączona do  nowo powstałego Instytutu Kardiologii. 
Od początku swego istnienia Instytut prowadzi też działalność wydawniczą,początkowo o charakterze wydawnictw nieciągłych, a od 1963 roku do chwili obecnej wspólnie z Polskim Towarzystwem Reumatologicznym wydaje dwumiesięcznik (dawniej kwartalnik) Reumatologia, a od 2000 roku – kwartalnik Central European Journal of Immunology. Oprócz tego Instytut prowadzi też prace kliniczne i badania w dziedzinach podstawowych, które służą wyjaśnianiu etiopatogenezy chorób reumatycznych, doskonaleniu i poszerzaniu metod diagnostycznych, opracowywaniu i ocenie nowych sposobów leczenia farmakologicznego, operacyjnego i rehabilitacji.

## Dyrektorzy
- Marek Tombarkiewicz
- Agnieszka Neumann-Podczaska[3]
- Brygida Kwiatkowska[4]
- Izabela Marcewicz-Jendrysik[5]